# 蛋白质亚基

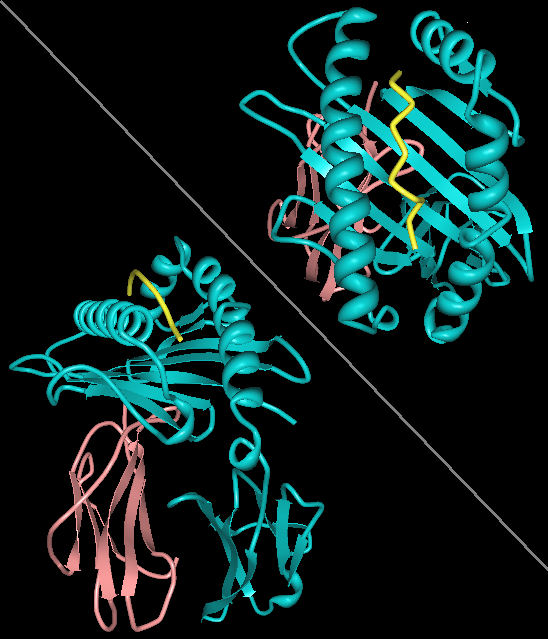
Rendering of HLA-A11 showing the α (A*1101 gene product) and β (Beta-2 microglobin) subunits. This receptor has a bound peptide (in the binding pocket) of heterologous origin that also contributes to function.

蛋白质亚基（英语：Protein subunit）又称蛋白质次单元、蛋白亚基，在结构生物学中是指一条多肽链或单个蛋白分子，其与别的蛋白组装（或“共组”）以形成蛋白复合体。蛋白亚基属于组成具完整结构或功能蛋白质的一部分，其为相对独立的“结构域”、“结构片段”或“次级结构单位”；亚基也是蛋白质的最小共价单位，具有完整的三级结构。蛋白质的大型装配体（如病毒）往往只使用少量类型的蛋白亚基作为构建单元。
一些天然存在的蛋白质具有相对少量的亚基，因此被描述为寡聚体，例如血红蛋白或DNA聚合酶。其他蛋白可能由非常多的亚基组成，因此被描述为多聚体，例如微管和其他细胞骨架蛋白。多聚体蛋白质的亚基可以是相同，同源或完全不同的（每个亚基行使不同的功能）。
在一些蛋白质复合物中，一个亚基可以是酶催化反应的“催化亚基”，另一条“调节亚基”将促进或抑制此催化活性。尽管端粒酶以端粒酶逆转录酶作为催化亚基，但调节却由蛋白质以外的因子完成。组装时由调节亚基和催化亚基组成的酶通常称为全酶。例如，PI3K激酶由p110催化亚基和p85调节亚基组成。
一个亚基由一条多肽链组成；一条多肽链具有一个编码它的基因，这意味着一个蛋白质的每个独特的亚基都必须具有一个基因对应之。